# 1993年香港
|        | 香港歷史 \| 香港歷史年表                                                                                                   |
| 世紀： | 19世紀香港 \| 20世紀香港 \| 21世紀香港                                                                                     |
| 年代： | 1960年代香港 \| 1970年代香港 \| 1980年代香港 \| 1990年代香港 \| 2000年代香港 \| 2010年代香港 \| 2020年代香港               |
| 年份： | 1989年香港 \| 1990年香港 \| 1991年香港 \| 1992年香港 \| 1993年香港 \| 1994年香港 \| 1995年香港 \| 1996年香港 \| 1997年香港 |
| 紀年： | 癸酉年（鸡年）、香港開埠152周年、香港重光48周年                                                                            |

1993年的香港，以罕見而嚴重的人群踐踏事故揭開序幕，釀成21死62人輕重傷，國際傳媒亦有廣泛報道。年中又發生嚴重工業意外，一架地盤升降機因超重及缺乏保養維修而直墜平台，造成12人喪生，成為香港史上第二嚴重的建築業意外。
中英關係則因為末代香港總督彭定康於1992年10月突然推出直選成份極高的政改方案而陷入谷底，中英雙方雖經過多輪政制談判，惟談判破裂，中方決定「另起爐灶」（即後來成立的臨立會），於1995年經過直選選出的立法局議員將不能夠直接過度至1997年香港回歸後，而國務院港澳事務辦公室主任魯平對彭定康的一句「千古罪人」則成為名句。
本年香港經濟暢旺，股市屢創新高，恆指由年初約5,000點逐步攀升至年底的11,000點，升幅超過一倍。
年內，亦有多位知名人士逝世，2月，著名香港粵語片演員吳楚帆在溫哥華病逝。5月，立法局議員張鑑泉因為突發心臟病去世；6月，BEYOND的主音歌手黃家駒於出席日本電視台遊戲節目時失足墮台，經過多番救治後返魂乏術，終年31歲，死訊轟動香港社會，出殯期間數千人在烈日下追逐靈車，場面混亂；10月，前TVB藝員余綺霞因鼻咽癌逝世，終年36歲。於80年代紅極一時的歌手陳百強也離世。
此年香港治安逐步改善，罪案數字減少，中港加強合作，中方交還失車及疑犯，惟1月初，有匪徒公然手持AK-47自動步槍行劫旺角金舖的一幕仍然令人印象深刻。
鑑於距離香港回歸時間不遠，英方遂逐步將主要司局級官員改由香港華人出任，11月，陳方安生被委任為首位華人布政司，成為香港擁有第二高權力的人士。
年度內亦颱風頻仍，造成人命損傷、廣泛水浸及交通擠塞，其中11月颱風艾拉帶來的一場豪雨使屯門市中心嚴重淹浸，濾水廠被浸壞導致全區40萬居民暫停食水供應達5日。

## 政府

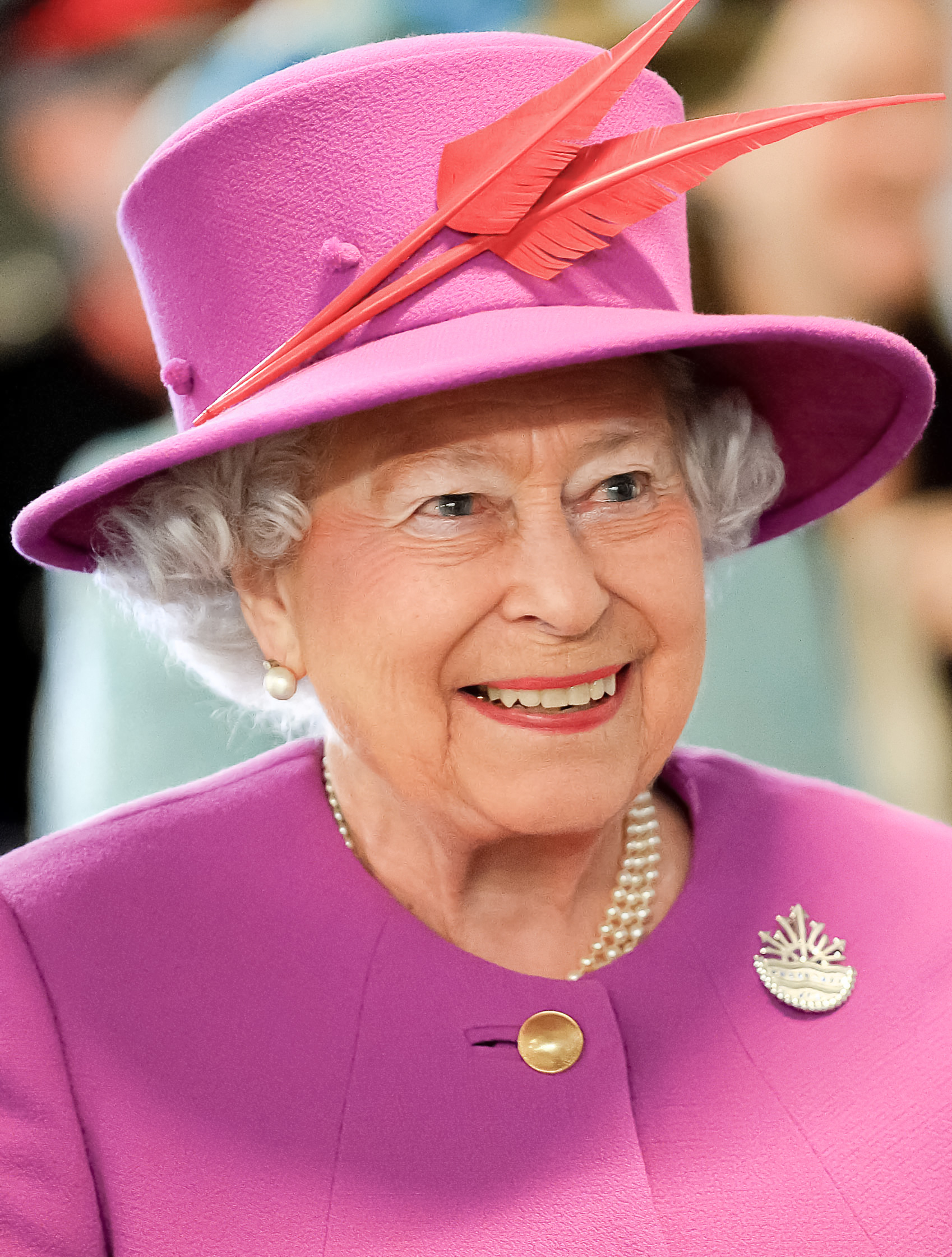
英国君主：伊丽莎白二世
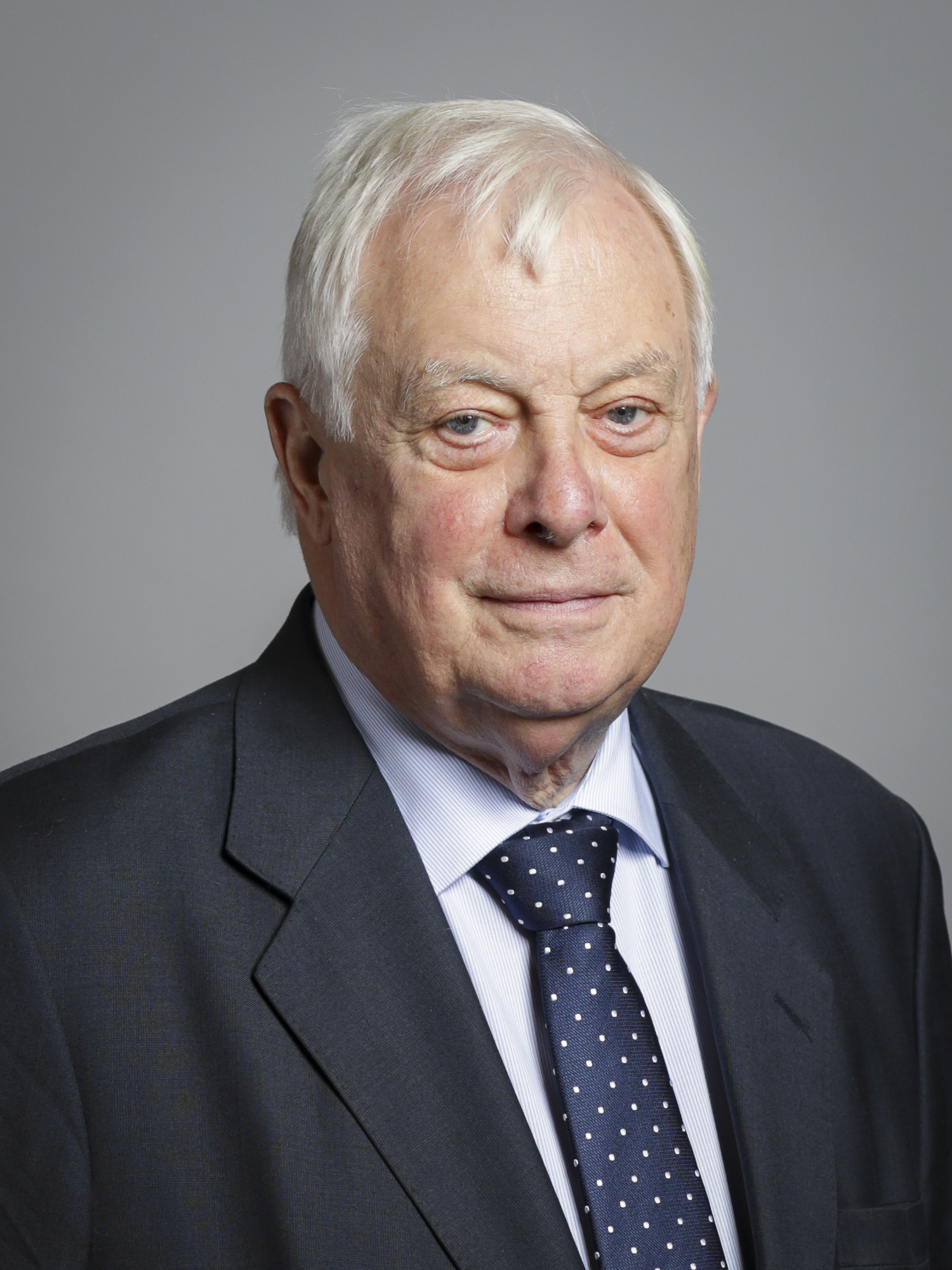
香港總督：彭定康
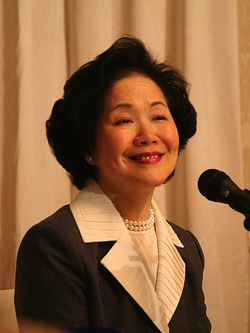
布政司：陳方安生

## 大事記

### 1月
- 1月1日：0時過後，中環蘭桂坊發生人群踐踏意外。大批正在慶祝元旦和新年的市民，疑有人飲酒太多失去警覺性，且人群互相推迫，當中有人跌倒，形成骨牌效應，終釀成21死62傷慘劇。死傷者大部份為青少年，其中3名死者為外籍人士，包括英國、加拿大及日本人，有一名死者曾留醫5日。[2][3]
- 1月6日：3名劫匪行劫旺角信和中心謝瑞麟珠寶金行，劫走總值3百萬元金飾，並槍殺一名女途人及槍傷一名警員，而警方則擊斃一名劫匪，本次亦是香港首宗匪徒使用重型槍械AK-47的案件。[4][5]
- 1月12日：政府公佈中國銀行將於1994年5月成為香港第三間發鈔銀行。[6]
- 1月10日：九廣輕鐵天水圍支線首期竣工。
- 1月13日：立法局否決要求港督撤回政改方案的動議。同日，國泰航空艙務員開始罷工，直至1月30日。[6][7]
- 1月16日：新田公路二期完工通車。
- 1月26日：布政司霍德率團往瑞士達沃斯出席世界經濟論壇。[6]
- 1月30日：一架接載員工上班的九巴在屯門虎地翻側，53人受傷。[8]
- 1月：英國政府檔案局公開香港淪陷時的秘密檔案。[6]

### 2月
- 2月4日：港督彭定康進入瑪麗醫院接受心臟血管擴張手術，翌日出院。[6]
- 2月6日：港府將政改方案副本逞交中方，港澳辦主任魯平表示若立法局通過此方案，中方將另起爐灶成立臨時立法會，1995年經直選產生的立法局議員將不能過渡到1997年香港回歸後。[6]
- 2月8日：廣東省省長朱森林批評彭定康政改方案是「三個違反、一個對抗」。[6]
- 2月14日：恆生指數急升近200點，收市報6049.44。[6]
- 2月16日：北角英皇道發生械劫案。
- 2月17日：創刊近40年的國民黨在香港喉舌報章香港時報因虧損嚴重而宣佈停刊。[6]
- 2月18日：海洋公園躍居美國以外50間最受歡迎的國際主題公園第6位。[6]
- 2月19日：
  - 施偉賢成為首位經議員互選產生的立法局主席。[6]
  - 香港教育學院600學生罷課，不滿放寬入學條件。[6]
  - 146名區議員發表聯合聲明，要求港督撤回政改方案。[6]
- 2月21日：尖沙咀梳士巴利道非法賽車造成奪命車禍，2死4傷。[9]
- 2月23日：著名香港粵語片演員吳楚帆在溫哥華病逝。[10][11]
- 2月27日：車牌「2」號拍賣獲950萬港元，作慈善用途。[6]

### 3月
- 3月1日：政府宣布在國際婦女年完結後成立平等機會委員會。
- 3月3日：東頭邨居民阻撓弱智人士宿舍動工。[12]
- 3月4日：恆生指數創6466.69點的歷史新高。[12]
- 3月15日：一艘貨輪於加拿大東岸沉沒，29名香港船員喪生。[12]
- 3月17日：港澳辦主任魯平召開記者會，指港督彭定康因硬推中方不接受的政改方案而將成為香港歷史上的「千古罪人」。[12]
- 3月18日：上訴庭改為重判偽造文書的前立法局議員戴展華入獄9個月。[12]
- 3月23日：
  - 九龍寨城動工拆卸。[12]
  - 中國外交部長錢其琛警告在中英雙方達成協議前不能將政改方案交立法局表決。[12]
- 3月24日：中共總書記江澤民表示中國政府收回香港後不會大軍南下。[12]
- 3月26日：
  - 兩架九巴在沙田源禾路相撞，25人受傷。[13]
  - 港督彭定康主持天水圍新市鎮開幕儀式。[12]
- 3月30日：國際結算銀行指香港是全球第6大外匯市場。[12]

### 4月
- 4月1日：香港金融管理局成立。[12]
- 4月2日：彭定康返回英國述職。[12]
- 4月3日：
  - 建築中赤鱲角新機場發生工業意外，一架吊機折斷，2名工人喪生。[1]
  - 羅湖口岸出現大混亂，人民入境事務處需間歇暫停辦理出境手續，而九廣鐵路－英段（今東鐵綫）需暫停發售往羅湖的車票。[12]
- 4月4日：香港基本法推介聯席會議成立。
- 4月7日：Neway正式開業。
- 4月21日：香港從法律上正式廢除死刑[12]，最後一次執行死刑則為1966年11月16日。
- 4月23日：下午四時許，一輛行走1A線的利蘭奧林比安11米空調巴士（AL27，車牌號碼ET1852）抵達尖沙咀碼頭總站落客時，上層車尾突然起火焚燒，車長立即疏散仍在車上的乘客，消防員亦趕至撲滅火種，無人受傷，但巴士上層被燒光，上層地台部分位置亦被燒穿。消防在車上拾獲一個盛有火水的玻璃樽，懷疑火警是縱火造成。
- 4月27日：香港地鐵一列開往荃灣站的列車，在駛離大窩口站的管道內發生全球首宗列車脫卡事故，最後3卡與前5卡脫離，車長於列車抵達荃灣站後才知悉意外，幸無傷亡。地鐵公司於10日內完成調查報告，指出𦘦事原因懷疑為車卡之間的連接零件老化及沒有例行檢查而導致。[12]
- 4月30日：
  - 港督赴美訪問，尋求支持政改方案。[12]
  - 伊利沙伯醫院機房遭縱火。[12]

### 5月
- 5月1日：地鐵、九鐵及輕鐵加價，加幅分別為9%、7.3%及9.7%[12]。同日，元朗公路屯門段正式通車。
- 5月2日：2,000名麗港城居民遊行到港督府請願，要求擱置在麗港城建精神病康復中心。[14]
- 5月3日：美國總統克林頓接見彭定康並表態支持其政改方案。[14]
- 5月10日：荃灣河背街「68士多」雜工梁壽權殺死賓館女東主韓蘭芳，以牛肉刀肢解後往下花山棄置，屍首曾遭電油焚燒過。
- 5月12日：英國前首相戴卓爾夫人到港訪問2日。[14]
- 5月18日：
  - 立法局議員張鑑泉因心臟病去世，享年52歲。[15]
  - 香港隊在首屆上海東亞運動會取得1金2銀8銅佳績。[14]
- 5月21日：5名青年男女相約到維多利亞公園交談，期間有人提議割脈求死以尋刺激，4名少女先後割手腕倒地淌血，餘下1名少年報警將四人送院，傷勢普通。[16]
- 5月23日：香港仔隧道跑馬地出口發生嚴重車禍，一輛私家車失控撞向石壆，4死1危殆。
- 5月27日：一輛中巴早上由小西灣往中環途中，於東區走廊發生火警焚毀，無人受傷。[17]
- 5月31日：九龍倉集團獲發收費電視牌照。[14]

### 6月
- 6月1日：
  - 前新界東區議員、立法局議員梁錦濠被廉署拘控，違反《舞弊及非法行為條例》，判入獄3年。[14]
  - 創新中心正式成立。

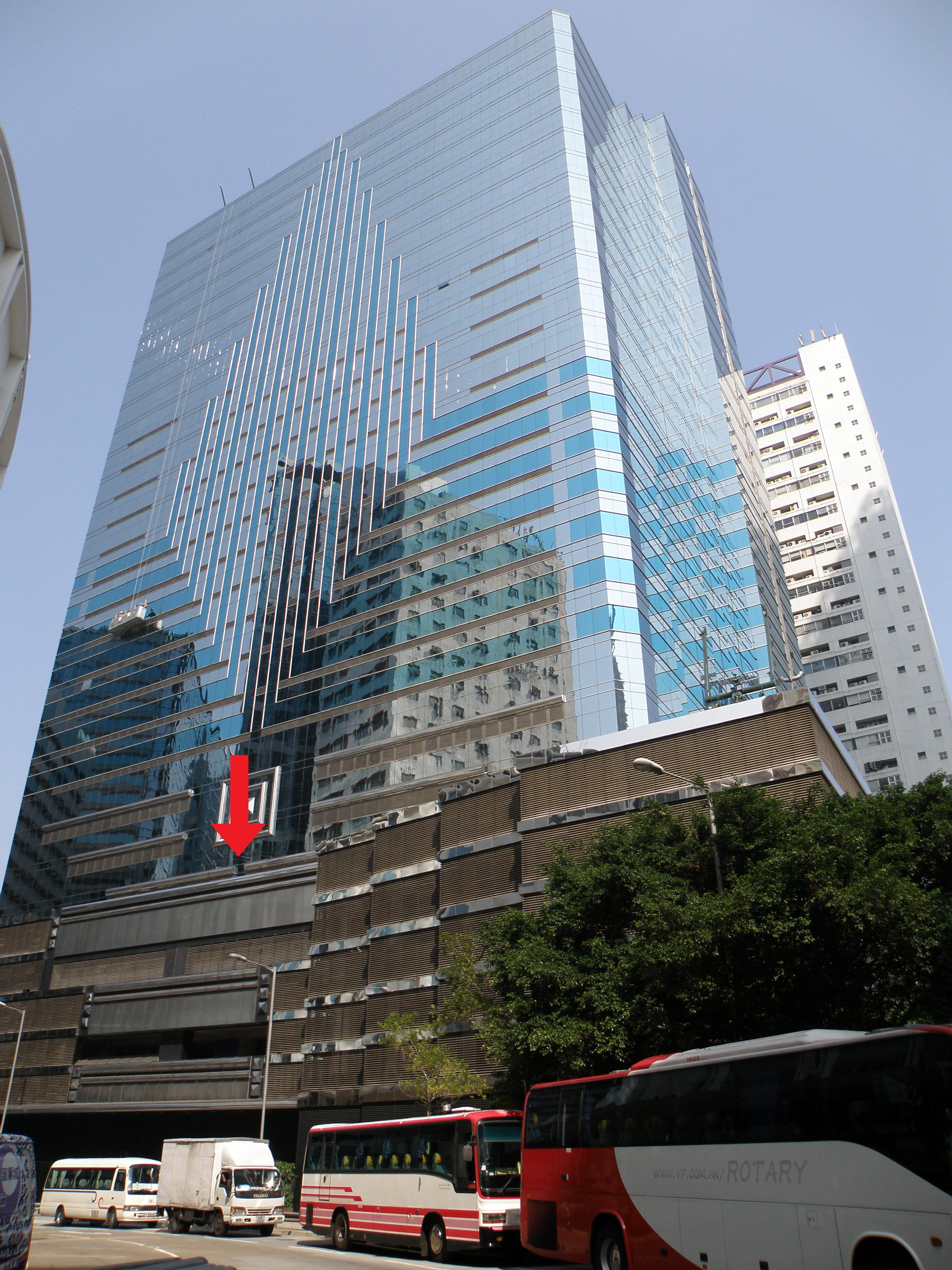
紅箭咀為升降機墜毀位置。

- 6月2日：中華煤氣公司位於北角渣華道（鰂魚涌港鐵站附近）的新行政大樓地盤內一部臨時升降機（俗稱籠𨋢）在上升至20樓時突然墜下至平臺，升降機內的12名工人全部傷重死亡，成為香港第二多人死亡的建造業事故。[18]
- 6月4日：維園六四紀念集會發生棚架倒塌意外[19]。
- 6月7日：立法局通過投票年齡降至18歲。[20]
- 6月16日：天文台發出黑色暴雨警告訊號，一架九巴到達象山邨巴士總站落客期間，旁邊的山坡發生山泥傾瀉，山泥湧入巴士內，壓著乘客及途人，1死5傷。[21]同日前香港聯合交易所主席李福兆在服刑兩年多後獲提前出獄。
- 6月24日：著名唱作歌手、搖滾樂隊BEYOND主音黃家駒在東京富士電視台錄影遊戲節目期間不慎滑倒，從3米高台摔至地面，後腦著地隨即昏迷，消息傳至香港引起各界關注[22]。同日，界限街一老人院被縱火，2死[23]32傷[20]。

- 6月26日：
  - 凌晨和富道和富中心地庫一間卡啦OK酒廊，兩幫飲酒消遣的男女因瑣事發生爭執，4名男子其後持刀折返施襲，一名18歲青年被劏肚送院後重傷不治，另一名24歲男子被斬傷。
  - 晚上，樂迷聚集商業電台為黃家駒舉行祝禱會。
  - 親建制派的自由黨正式成立，前身為「啟聯資源中心」。[20]
- 6月27日：颱風高蓮襲港，香港天文台懸掛八號烈風或暴風信號[24]，新界西及九龍交通大混亂，183人受傷。[20][25]
- 6月30日：
  - 香港時間下午3時15分，於日本富士電視台錄影遊戲節目時失足墮台的香港殿堂級搖滾樂隊Beyond主音黃家駒傷重不治，享年僅31歲，消息傳至香港震撼各界，電台改播黃家駒生前名曲，電視台於晚上播出悼念黃家駒特輯[26]。
  - 已有英國屬土公民國籍的香港居民，自當日起獲准同時申領英國國民（海外）護照（BNO）及英國屬土公民（香港）護照（BDTC）；至於先前已領用BNO護照的市民，亦可再次領用BDTC。

### 7月
- 7月1日：
  - 電訊管理局成立。[27]
  - 遠東發展收購衛視中文台，並改名為衛星電視的衛視中文台，香港時間晚上七時啟播。
- 7月4日：商業電台於高山劇場舉辦「永遠懷念家駒」悼念音樂會，2,600人出席，場面哀傷。[28]

- 7月5日：
  - 黃家駒於香港殯儀館出殯，數千名歌迷衝出馬路圍著靈車，其中500名伴隨至將軍澳華人永遠墳場泣別偶像。[29]
  - 大埔寶湖道街市波仔記燒臘檔東主羅福成，與美容店店東錢燕荷發生婚外情，之後錢女訛稱為店東遠房親戚到波仔記工作，東主妻子鍾彩娟後來悉破二人姦情，雙方發生口角，後來錢燕荷在寶湖道3號寶湖花園B座16樓一單位殺害鍾彩娟，並且把屍體油炸以圖毀屍滅跡。
- 7月10日：耗資8.5億港元興建的元朗公路通車。[27]
- 7月14日：土瓜灣牧愛小學51歲校長侵吞學校公款，惟行徑引起校方注意並召開會議，開會前校長為了阻止女書記兼會計揭發醜行，爭執糾纏間校長用硬物擊傷會計頭部再扼死對方，再把屍體藏於會議室一個小房間內。14日凌晨於海澤街一隱蔽停車場淋潑易燃液燒屍，但引起途人注意報警，警方與疑犯車輛展開追逐。校長最終被判誤殺罪成囚9年。[27][30][31]
- 7月16日：解放軍副參謀長徐惠滋表示，1997年香港回歸後解放軍將駐紮香港市區。[27]
- 7月24日：陸綺玲到地產公司任職暑期工，東主韓亮方對她著迷，韓以一萬元叫黃艷萍欺騙陸綺玲到沙田帝都酒店房間參加黃的生日會。韓亮方及黃艷萍將染有哥羅芳的毛巾迷暈陸綺玲後性侵犯，陸吸入哥羅芳後產生不良反應死亡。
- 7月25日：一輛行走69M線的雙層九巴在天水圍翻側，40人受傷。[32]
- 7月26日：香港泳池首次發現阿米巴變形蟲。[27]
- 7月31日：
  - 荔園關閉動物園部份。[27]
  - 國浩集團接管海外信託銀行。[27]

### 8月
- 8月1日：紅磡海底隧道及香港仔隧道率先使用自動繳費系統。[27]
- 8月6日：為禍長達1年4個月、先後於屯門及土瓜灣姦劫11人並殺害其中3人的屯門色魔林國偉，終因犯案後約會受害人而被警方拘捕，翌年被判終身監禁。
- 8月5日：觀塘一賓館三級火，3死1傷。[27]
- 8月14日：東頭邨唐氏會資源中心遭破壞。[33]
- 8月17日：沙田翠華花園一名2歲男童在高處被拋下，當場死亡。
- 8月20日：颱風泰莎襲港，天文台懸掛8號風球[24]，35人受傷[25]。
- 8月23日：惠州車禍導致11名香港人死亡。[34]
- 8月24日：旺角塘尾道凌晨致命車禍，2死2傷，其中一名死者為休班藍帽子警員。[35]
- 8月25日：新東方公主號賭船在東龍島以西海域發生大火，焚燒逾49.5小時後始被撲滅，無人傷亡。[33]
- 8月26日：熱帶風暴雲璐娜襲港，天文台懸掛1號風球[24]，無傷亡[25]。
- 8月31日：樂富發生槍擊事件，警方向一輛可疑車輛開槍，該可疑車輛失控墮坡，1名疑犯受傷，車上其餘人士則逃去。

### 9月
- 9月1日：城巴正式接手中華巴士其中26條路線的專營權。[36]
- 9月4日：中英舉行第10輪政制會談，為期2日。[37]
- 9月8日：中英舉行第11輪政制會談，為期2日。[37]
- 9月9日：5人行劫尖沙咀一間銀行，警匪駁火，2死8傷。[37]
- 9月10日：輔警吳家永在石峽尾白田上邨17座時被男子襲擊至死亡。[38]
- 9月13日：颱風艾貝襲港，天文台懸掛1號風球[24]，1人喪生[25]。
- 9月14日：政府公佈截至6月30日，香港人口為591.9萬，較1992年同期上升1.8%。[37]
- 9月17日：強烈熱帶風暴貝姬襲港[39]，香港天文台懸掛8號風球[24]，造成香港境內1死130傷[25]，損失達20多億港元。惟在香港鄰近海域則釀成多宗海難，導致9死78失蹤[40][41]。澳門氣象台懸掛兩年來首次9號風球，50人受傷。港澳兩地於事後漏發十號颶風信號及十號風球在事後引起極大爭議，被指低估貝姬強度。

- 9月21日：
  - 政府宣佈陳方安生將接替霍德出任首位華人布政司。[43]
  - 施祖祥及吳榮奎分別出任公務員事務司及憲制事務司。[43]
  - 沙田站三級火，服務中斷2小時，逾千乘客須自行撬開車窗逃生。[44]
- 9月24日：北京申辦2000年奧運落敗，港股一度下跌逾百點。[43]
- 9月26日：
  - 颱風黛蒂襲港，天文台懸掛8號風球[24]，北區成澤國，造成48人受傷及1人失蹤。[25][43]
  - 中英舉行第12輪政制會談，為期2日。[43]
- 9月27日：
  - 中國宣佈，明報記者席揚因在北京竊取國家金融機密被捕。[43]
  - 李麗珊奪得世界女子滑浪風帆冠軍。[43]
- 9月30日：為期2年4個月有關興建汀九橋和大欖隧道的研究完成。

### 10月
- 10月4日：香港消防處慶祝125周年，首次有女性加入消防員。[43]
- 10月6日：彭定康發表任內第二份施政報告，恆指以8041.59點收市，升172點。[43]
- 10月11日：中英舉行第13輪政制會談，為期2日。[43]
- 10月15日：
  - 電視藝員余綺霞因鼻咽癌逝世，終年36歲[45]。
  - 東區尤德夫人那打素醫院成立。[46]
  - 中環至半山自動扶手電梯系統落成啟用，長度為全球之冠。[43]
- 10月16日：葵涌光輝圍嘉寶大廈13樓情殺案。
- 10月18日：外資不斷湧入，恆指升267點，收報9031.13。[43]
- 10月20日：中英舉行第14輪政制會談，為期2日。[43]

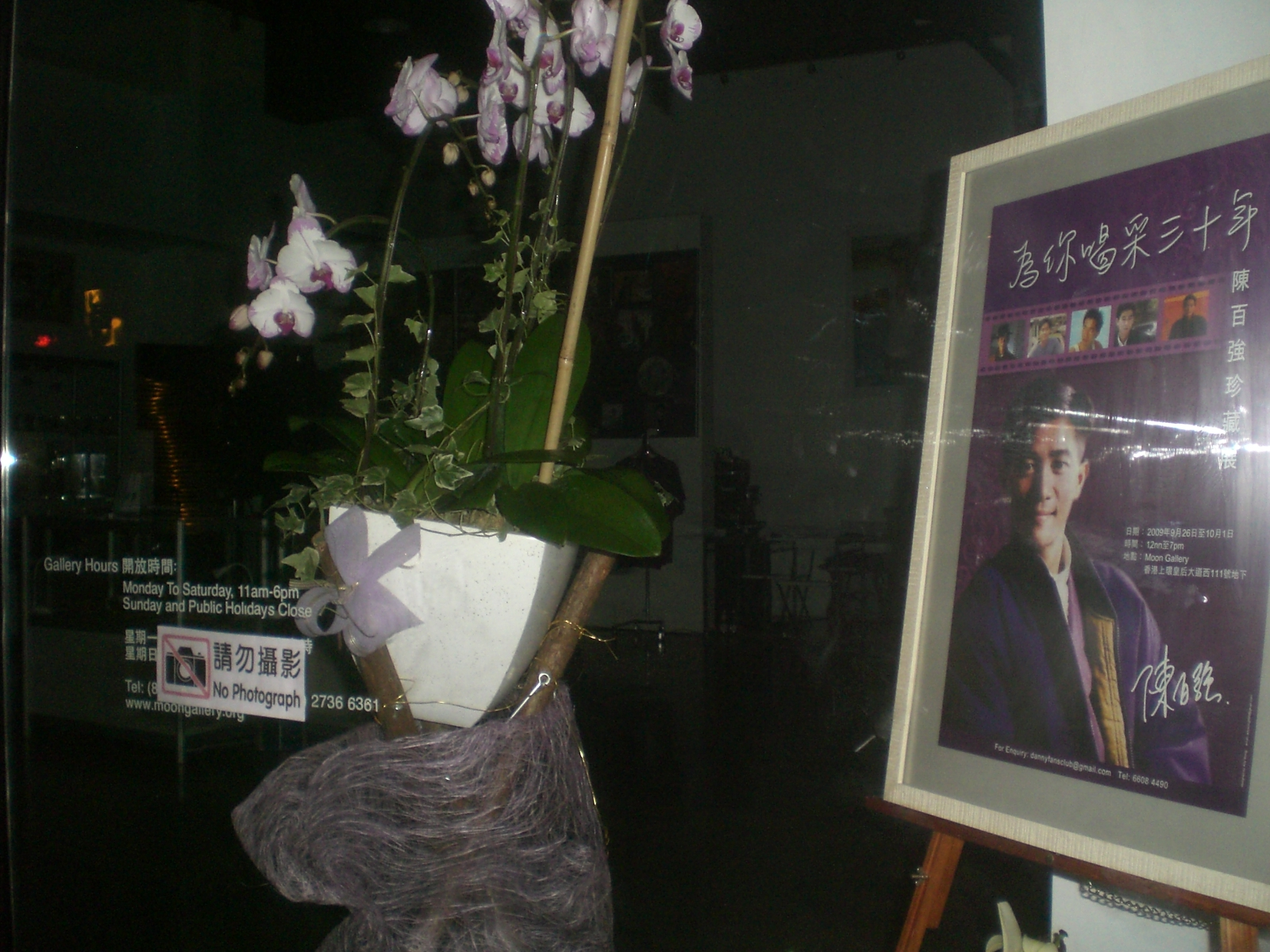
昏迷達1年5個月的陳百強終因逐漸性腦衰竭而不治，圖為2009年舉辦的《為你喝采三十年 陳百強珍藏展》。

- 10月25日：昏迷近一年半的著名歌手陳百強逝世，享年35歲。
- 10月27日：中英舉行第15輪政制會談，為期2日。[43]
- 10月29日：陳百強於香港殯儀館出殯，周潤發及梅艷芳等藝人扶靈，遺體下葬將軍澳華人永遠墳場。[47]
- 10月31日：香港有線電視正式開台，初期只於沙田以微波傳送節目。

### 11月
- 11月4日：一輛華航班機在香港啟德機場着陸後失事衝落海中[48]，造成機上23人受傷；同日，颱風艾拉襲港，天文台懸掛3號風球，翌日發出山泥傾瀉警告，兩天雨量總和逾100毫米。
- 11月5日：颱風艾拉襲港，天文台懸掛3號風球[24]並發出黑色暴雨警告，2死30傷。[25][49]該場颱風亦導致屯門出現嚴重水浸[50]，食水暫停供應。
- 11月6日：《天天日報》刊登一幀警方新界交通部晚上於青山公路沙倉段拍攝超速快相時，所拍攝到的橙色疑似老婦鬼魂照片，氣氛詭異恐怖。報道更指照片拍攝前5天該處發生交通意外一名老婦被輾斃，而司機不顧而去。[51]
- 11月13日：北京前工運領袖韓東方多次由羅湖口岸闖關失敗，由警方指示下離開羅湖口岸。[52]
- 11月19日：
  - 一間港資經營的深圳玩具廠大火[53][54][55]，由於廠房窗門密封，幾百名工人爭相走避，引致嚴重的人踩人慘劇，釀成87死52傷[56]。
  - 中英舉行第16輪政制會談，為期2日。[49]
- 11月21日：黑社會骨幹、綽號「灣仔之虎」的陳耀興在澳門遭人開槍伏擊身亡。[49]
- 11月26日：中英舉行第17輪政制會談，為期2日。雙方未達成協議，亦未定出下次會議日期。[49]
- 11月29日：陳方安生正式出任首位華人布政司[49]，成為香港政府權力第二高的人，僅次於港督彭定康。
- 11月：德國總理赫尔穆特·科尔率領一批商界人士訪港。[49]

### 12月
- 12月2日：港督宣佈將政改方案分幾部份交立法局討論。[49]
- 12月8日：西九龍快速公路動工興建。
- 12月10日：
  - 恆指以10,210收市，續創新高。[49]
  - 部份政改草案刊登憲報。[49]
- 12月12日：香港演藝人協會成立，許冠文任首位會長。[49]
- 12月13日：香港公開進修學院（香港都會大學前身）何文田新校舍動工興建。[49]
- 12月16日：龍坪道住宅地（今帝景峰）以39.4億港元成交，創香港單一地皮最高成交價。[49]
- 12月24日：受惠於經濟暢旺，連月來股市屢創新高，恆指當日首次衝破1.1萬點，以11,039.8收市。自年初約5,000點以來的12個月內，恆生指數已上升達6,000點。[49]
- 12月27日：香港第2號通緝犯葉育生在中國大陸落網，移交香港受審。[49]
- 12月29日：大嶼山寶蓮寺的天壇大佛開光。[57]
- 12月30日：兩個月內，旺角及慈雲山非法售賣的海洛英含破傷風菌，吸毒者10死14危殆。[49]

## 出生人物
- 2月6日：李芷晴，香港演員。
- 6月9日：陳卓賢，男子音樂組合MIRROR成員。

## 逝世人物
- 2月23日，吳楚帆，84歲，藝人。
- 5月18日，張鑑泉，52歲，香港立法局議員。
- 6月29日，潘朝彥，香港《華僑日報》董事兼總編輯，在上海參加新聞界訪問團期間車禍喪生。[58]
- 6月30日，黃家駒，31歲，藝人。
- 8月25日，勞倫斯·嘉道理，94歲，中華電力主席，曾為香港首富。
- 10月15日，余綺霞，36歲，藝人。
- 10月25日，陳百強，35歲，藝人。

## 大型獎項

### 社會貢獻
- 香港十大傑出青年選舉：袁漢榮、劉東利、葉恩明、陳兆根、倫永亮、鍾淑子、佘繼標（共7名）

### 1994年香港電影金像獎（第13屆，頒發1993年的獎項）
- 最佳電影：《新不了情》
- 最佳導演：張之亮 - 《新不了情》
- 最佳男主角：黃秋生 - 《八仙飯店之人肉叉燒包》
- 最佳女主角：袁詠儀 - 《新不了情》

### 電視廣播有限公司獎項（1993年）
- 香港小姐冠軍：莫可欣
- 新秀歌唱大賽金獎（冠軍）：張崇基、張崇德
- 最受歡迎男歌手：黎明
- 最受歡迎女歌手：葉蒨文
- 金曲金獎：《祇想一生跟你走》（歌手：張學友）

## 其他資訊

### 活動
- 公益慈善巴士城：4月8至12日，銅鑼灣維園足球場，九巴慶祝經營九龍及新界區巴士專利服務60週年活動之一，當時無線電視兒童節目閃電傳真機主持人譚玉瑛及麥長青還到場參觀及進行錄影介紹[59]。

### 節慶
下列節慶，如無註明，均是香港的公眾假期，同時亦是法定假日（俗稱勞工假期）。有 # 號者，不是公眾假期或法定假日（除非適逢星期日或其它假期），但在商業炒作下，市面上有一定節慶氣氛，傳媒亦對其活動有所報導。詳情可參看香港節日與公眾假期。
- 1月1日（星期五）：元旦
- 1月22日（星期五）：農曆年初一之前一日（補1月24日）
- 1月23日（星期六）：農曆年初一
- 1月24日（星期日）：農曆年初二
- 1月25日（星期一）：農曆年初三
- 4月4日（星期日）：兒童節 #
- 4月5日（星期一）：清明節
- 4月9日（星期五）：耶穌受難節（是公眾假期，但不是法定假日）
- 4月10日（星期六）：耶穌受難節翌日（是公眾假期，但不是法定假日）
- 4月12日（星期一）：復活節星期一（是公眾假期，但不是法定假日）
- 6月12日（星期六）：英女皇壽辰（是公眾假期，但不是法定假日）
- 6月14日（星期一）：英女皇壽辰後第一個星期一（是公眾假期，但不是法定假日）
- 6月24日（星期四）：端午節
- 8月28日（星期六）：8月份最後一個星期一之前一個星期六（是公眾假期，但不是法定假日）
- 8月30日（星期一）：8月份最後一個星期一為重光紀念日（是公眾假期，但不是法定假日）
- 9月30日（星期四）：中秋節 #
- 10月1日（星期五）：中秋節翌日
- 10月23日（星期六）：重陽節
- 10月31日（星期日）：萬聖夜 #
- 12月22日（星期三）：冬至（是法定假日，但不是公眾假期，根據法定假日放假的機構，或會聖誕節放假，冬至不放假。部份機構或會提早下班）
- 12月24日（星期五）：平安夜#（不是公眾假期或法定假日，但部份機構或會提早下班或放假一天）
- 12月25日（星期六）：聖誕節（根據法定假日放假的機構，或會冬至放假，聖誕節不放假）
- 12月27日（星期一）：聖誕節後第一個周日（是公眾假期，但不是法定假日）
- 12月31日（星期五）：公曆除夕# （不是公眾假期或法定假日，但部份機構或會提早下班或放假一天）

## 資料來源
1. 1 2  （粵語）. 香港無綫電視. 1993年12月26日.
2. ↑  （粵語）. 香港無綫電視六點半新聞報道. 1993年1月1日  [2013年2月16日]. （原始内容存档于2016年4月2日）.
3. ↑  （粵語）. 亞洲電視六點鐘新聞. 1993年1月1日  [2013年2月16日]. （原始内容存档于2016年3月25日）.
4. ↑  （粵語）. 香港無綫電視晚間新聞. 1993年1月6日  [2013年2月16日]. （原始内容存档于2020年4月15日）.
5. ↑  （粵語）. 香港無綫電視晚間新聞. 1993年1月6日  [2013年2月16日]. （原始内容存档于2020年5月9日）.
6. 1 2 3 4 5 6 7 8 9 10 11 12 13 14  （繁體中文）湯開建 蕭國健 陳佳榮. . 麒麟書業有限公司. 1998年: 頁1192. ISBN 9622321232.
7. ↑  無綫電視《晚間新聞》，1993年1月15日
8. ↑  （粵語）. 亞洲電視六點鐘新聞. 1993年1月30日  [2013年2月16日]. （原始内容存档于2015年2月10日）.
9. ↑  （繁體中文）. 華僑日報第九版. 1993年2月22日.
10. ↑  1993年2月23日六點半新聞報道
11. ↑  1993年2月23日晚間新聞
12. 1 2 3 4 5 6 7 8 9 10 11 12 13 14 15 16 17 18  （繁體中文）湯開建 蕭國健 陳佳榮. . 麒麟書業有限公司. 1998年: 頁1194. ISBN 9622321232.
13. ↑  （粵語）. 亞洲電視六點鐘新聞. 1993年3月26日  [2013年2月16日]. （原始内容存档于2020年4月11日）.
14. 1 2 3 4 5 6  （繁體中文）湯開建 蕭國健 陳佳榮. . 麒麟書業有限公司. 1998年: 頁1199. ISBN 9622321232.
15. ↑  （粵語）. 亞洲電視當年今日. 1993年5月17日  [2013年2月16日]. （原始内容存档于2016年4月9日）.
16. ↑  （繁體中文）. 大公報. 1993年5月22日: 第十一版港聞.
17. ↑  （粵語）. 亞洲電視六點鐘新聞. 1993年5月27日  [2013年2月16日]. （原始内容存档于2020年10月23日）.
18. ↑  （粵語）. 亞洲電視當年今日. 1993年6月2日  [2013年2月16日]. （原始内容存档于2020年2月29日）.
19. ↑  1993年6月4日無綫電視晚間新聞
20. 1 2 3 4  （繁體中文）湯開建 蕭國健 陳佳榮. . 麒麟書業有限公司. 1998年: 頁1200. ISBN 9622321232.
21. ↑  （粵語）. 香港無綫電視六點半新聞報道. 1993年6月16日  [2013年2月16日]. （原始内容存档于2020年5月4日）.
22. ↑  （粵語）. 亞洲電視六點鐘新聞（1—19秒）、香港無綫電視六點半新聞報道（19—34秒）及娛樂新聞眼（34秒起）. 1993年6月24日  [2013年2月15日]. （原始内容存档于2020年9月1日）.
23. ↑  . 無綫新聞. 1993年6月24日  [2016年12月16日]. （原始内容存档于2017年4月8日）.（粵語）
24. 1 2 3 4 5 6 7 8  . 香港天文台.   [2013-02-15]. （原始内容存档于2019-09-10）.
25. 1 2 3 4 5 6 7  . 香港天文台.   [2013-02-16]. （原始内容存档于2015-05-17）.
26. ↑  （粵語）. 亞洲電視六點鐘新聞（1—28秒）、香港無綫電視六點半新聞報道（31秒—1分01秒）、娛樂新聞眼（1分01秒—5分24秒）及歡樂今宵悼念家駒環節（5分28秒起）. 1993年6月30日  [2013年2月15日]. （原始内容存档于2015年6月8日）.
27. 1 2 3 4 5 6 7 8 9  （繁體中文）湯開建 蕭國健 陳佳榮. . 麒麟書業有限公司. 1998年: 頁1202. ISBN 9622321232.
28. ↑  （粵語）. 香港無綫電視娛樂新聞眼. 1993年7月5日  [2013年2月15日]. （原始内容存档于2019年2月14日）.
29. ↑  （粵語）. 亞洲電視六點鐘新聞及香港無綫電視六點半新聞報道（1分13秒起）. 1993年7月5日  [2013年2月15日]. （原始内容存档于2020年11月18日）.
30. ↑  .   [2016-04-16]. （原始内容存档于2016-04-16）.
31. ↑  . 東網光影.   [2017-07-09]. （原始内容存档于2019-11-20）.
32. ↑  （粵語）. 香港無綫電視六點半新聞報道（1分13秒起）. 1993年7月25日  [2013年2月16日]. （原始内容存档于2020年10月22日）.
33. 1 2  （繁體中文）湯開建 蕭國健 陳佳榮. . 麒麟書業有限公司. 1998年: 頁1203. ISBN 9622321232.
34. ↑  （繁體中文）. 東方日報 (香港)第五版港聞㈡. 1993年8月27日.
35. ↑  （繁體中文）. 華僑日報第九版. 1993年8月25日.
36. ↑  （粵語）. 亞洲電視六點鐘新聞. 1993年9月1日  [2013年2月16日]. （原始内容存档于2020年4月11日）.
37. 1 2 3 4  （繁體中文）湯開建 蕭國健 陳佳榮. . 麒麟書業有限公司. 1998年: 頁1205. ISBN 9622321232.
38. ↑  （繁體中文）. 香港蘋果日報. 2014年9月10日.
39. ↑  （粵語）. 杏花邨居民. 1993年9月17日  [2013年2月16日]. （原始内容存档于2016年4月14日）.
40. ↑  （繁體中文）. 華僑日報第二版. 1993年9月19日.
41. ↑  （繁體中文）. 華僑日報第四版. 1993年9月20日.
42. ↑  澳門氣象台之熱帶氣旋警告信號與香港類似，同様分為1號、3號、8號、9號及10號信號。
43. 1 2 3 4 5 6 7 8 9 10 11 12 13 14  （繁體中文）湯開建 蕭國健 陳佳榮. . 麒麟書業有限公司. 1998年: 頁1206. ISBN 9622321232.
44. ↑  （繁體中文）. 華僑日報第三版. 1993年9月22日.
45. ↑  1993年10月16日無綫電視新聞提要
46. ↑  .   [2020-12-14]. （原始内容存档于2020-11-01）.
47. ↑  （粵語）. 香港無綫電視娛樂新聞眼. 1993年10月29日  [2013年2月16日]. （原始内容存档于2020年5月17日）.
48. ↑  . 無綫新聞. 1993年11月5日  [2016年12月18日]. （原始内容存档于2017年5月21日）.（粵語）
49. 1 2 3 4 5 6 7 8 9 10 11 12 13 14 15  （繁體中文）湯開建 蕭國健 陳佳榮. . 麒麟書業有限公司. 1998年: 頁1209. ISBN 9622321232.
50. ↑  . 無綫新聞. 1993年11月5日  [2016年12月18日]. （原始内容存档于2017年5月20日）.（粵語）
51. ↑  . hk01.com. 2016年8月16日  [2016年11月20日]. （原始内容存档于2017年4月6日）.
52. ↑  1993年11月13日晚間新聞
53. ↑  （粵語）. 亞洲電視當年今日. 1993年11月19日  [2013年2月16日]. （原始内容存档于2015年6月6日）.
54. ↑  （繁體中文）. 華僑日報第二版. 1993年11月20日.
55. ↑  （繁體中文）. 華僑日報第三版. 1993年11月23日.
56. ↑  （繁體中文）. 香港蘋果日報. 2013年4月28日  [2013年4月28日]. （原始内容存档于2016年3月4日）.
57. ↑  （粵語）. 亞洲電視當年今日. 1993年12月29日  [2013年2月16日]. （原始内容存档于2020年2月28日）.
58. ↑  王迪詩. . 信報. 2019-01-19  [2021-07-07]. （原始内容存档于2021-07-09）.
59. ↑  .   [2021-07-18]. （原始内容存档于2021-07-18）.